# عالقون (مسلسل)
عالقون، هو مسلسل كويتي عرض في 2020.

## قصة المسلسل
تدور أحداث المسلسل في 8 حلقات حول مجموعة من الأشخاص الذين يواجهون صراعًا مستمرًا مع شهوات الدنيا مثل الطمع وحب المال، مما يؤثر بشكل كبير على حياتهم. يتميز بالغموض والإثارة ويركز على شخصيات معقدة تتشابك في صراعات داخلية.

## البطولة
- بشار الشطي في دور «سعود»
- بثينة الرئيسي في دور «روان»
- نور الكويتية في دور «هند»
- عبد العزيز الحداد
- عبد الله التركماني في دور «الدكتور نادر»
- عبد الله عبد الرضا
- صمود المؤمن في دور «المحققة أسماء»
- محمد عاشور
- مهدي برويز
- حسن عبدال
- مشعل الشايع
- عصام الكاظمي
- علي العلي
- عبد الله الفريح
- محمد حيدر
- طارق زكي
- نجاح الخطيب
- شبنم خان